# 深圳地下鉄6号線
深圳地下鉄6号線（しんせんちかてつ6ごうせん、中文表記: 深圳地铁6号线、英文表記: Shenzhen Metro Line 6）は中華人民共和国広東省深圳市の深圳地下鉄の通勤路線。計画段階では光明線（こうめいせん）と称された。

## 概要
6号線は宝安区深圳北駅から松崗駅までを連絡する総延長37.2キロメートル、27駅の路線である。
深圳市北西部と市内中心部を連絡する都市交通幹線としてのみならず、光明駅では東莞軌道交通1号線と連絡され将来は東莞方面からの列車が6号線に乗り入れることも計画されている。
2015年に着工し、2020年8月18日開業。